# Râul Suhatul
Râul Suhatul sau Râul Studina este un curs de apă, afluent al Oltului. 